# إيرني نوردلي
إيرني نوردلي (بالإنجليزية: Ernie Nordli)‏ هو مصمم جرافيك أمريكي، ولد في 15 يونيو 1912 في سولت ليك في الولايات المتحدة، وتوفي في 22 أبريل 1968 في سان فرانسيسكو في الولايات المتحدة.

## وصلات خارجية
- إيرني نوردلي على موقع IMDb (الإنجليزية)
- إيرني نوردلي على موقع ألو سيني (الفرنسية)
- إيرني نوردلي على موقع قاعدة بيانات الأفلام السويدية (السويدية)
- إيرني نوردلي على موقع قاعدة بيانات الفيلم (الإنجليزية)
- إيرني نوردلي على موقع كينوبويسك (الروسية)